# Leptogenys havilandi
Leptogenys havilandi é uma espécie de formiga do gênero Leptogenys, pertencente à subfamília Ponerinae.